# 日本精密測器
日本精密測器株式会社（にほんせいみつそっき）は、医療機器、光学精密機器のメーカー。本社は群馬県渋川市。家庭用デジタル血圧計やパルスオキシメータの生産では国内有数の規模を誇る。

## 概要
取扱製品は血圧計を主軸に、パルスオキシメータ等の医療用電子機器や、国内外の監視カメラ用レンズに採用されているレンズ絞り「アイリス」。開発から製造・販売まで一貫した生産体制が特徴である。
1995年国際標準化機構（ISO9001）の品質管理及び品質保証システム、さらに医療用具製造者に特別に課せられたEN46001を取得。（現行 ISO13485)
2005年に環境マネジメントシステム規格『ISO14001』の認証を取得。
パルスオキシメータは、新規の市場参入ながら2006年にグッドデザイン賞を受賞し、国内医療機関販売でトップグループを占める。
群馬県の他、中国に海外工場を持つ。

## 沿革
- 1950年 - 小型電気機器のメーカーとして渋川市寄居町で創業、同年9月に資本金20万円の株式会社三橋電機製作所として設立された。
- 1952年10月 - 現社名に名称変更するとともに資本金を50万円に増資した。
- 1999年5月 - 現在地に移転。
- 1987年 - 監視カメラ用リングアイリスを発売、2010年中国に蘇州尼世精密儀器有限公司設立。
- 2011年 - デジタル血圧計DSK・WSKシリーズがESH欧州高血圧学会2010年版試験に合格。
- 2015年 - 指先クリップ式パルスオキシメータ パルスフィット BO-750 を発売。
- 2016年 - 皮膚赤外線体温計 サーモフレーズ MT-500 を発売。
- 2017年 - 経済産業省より地域経済の中心的な担い手となりうる事業者、「地域未来牽引企業」に選定。
- 2018年 - HiRS（高精度脈波間隔測定システム）搭載の手首式デジタル血圧計 WS-20J・WS-10J を発売。
- 2020年12月 - 新型コロナウイルス感染症流行に際して医療物資緊急増産を行い、経済産業省から感謝状を授与された。
- 2022年11月 - 株式会社イシダのグループ会社となる。

## 受賞歴
グッドデザイン賞
- 指先型血中酸素飽和度計 [NISSEI OxiHeart OX-700] - 中小企業庁長官賞（2006年）[1]
- ドットマトリックス手首式デジタル血圧計 [NISSEI WS-710][2]
- 水銀柱イメージ・デジタル血圧計 [NISSEI DM-3000][3]

### その他
- 中川威雄技術賞技術奨励賞（2004年度）[4]